# Hugoton
Pour la ville du Kansas, voir Hugoton (Kansas).
Hugoton est l'un des plus grands gisements de gaz naturel du monde en termes de réserves initiales, même s'il est aujourd'hui largement épuisé. Il s'étend à cheval sur quatre États : Texas, Kansas, Oklahoma et Colorado. Bien que découvert en 1927, date depuis laquelle il a produit plus de 900 milliards de mètres cubes de gaz, il reste le plus grand gisement producteur de gaz en Amérique du Nord.
Son gaz contient une petite proportion d'hélium qui est séparé et vendu. Hugoton est ainsi, depuis des décennies, le principal producteur mondial de ce gaz, et a permis au gouvernement américain d'accumuler des réserves de ce précieux élément.

## Référence
- (en) Cet article est partiellement ou en totalité issu de l’article de Wikipédia en anglais intitulé « Hugoton Gas Field » (voir la liste des auteurs).